# 拉戈堡
拉戈堡（義大利語：Castiglione del Lago）是意大利佩鲁贾省的一个市镇。总面积205.54平方公里，人口15574人，人口密度75.8人/平方公里（2009年）。ISTAT代码为054009。

## 友好城市
- 法國 特拉普